# Cunnawarra cassisi
Espèce
Cunnawarra cassisi est une espèce d'araignées aranéomorphes de la famille des Desidae.

## Distribution
Cette espèce est endémique de Nouvelle-Galles du Sud en Australie.

## Description
La carapace de la femelle holotype mesure 3,5 mm de long sur 2,3 mm de large et l'abdomen 2,8 mm de long sur 2,3 mm de large. La carapace du mâle paratype mesure 3,9 mm de long sur 2,5 mm de large et l'abdomen 3,2 mm de long sur 2,3 mm de large.

## Étymologie
Cette espèce est nommée en l'honneur de Gerasimos Cassis.

## Publication originale
- Davies, 1998 : A revision of the Australian metaltellines (Araneae: Amaurobioidea: Amphinectidae: Metaltellinae). Invertebrate Taxonomy, vol. 12, no 2, p. 211-243.